# スムート

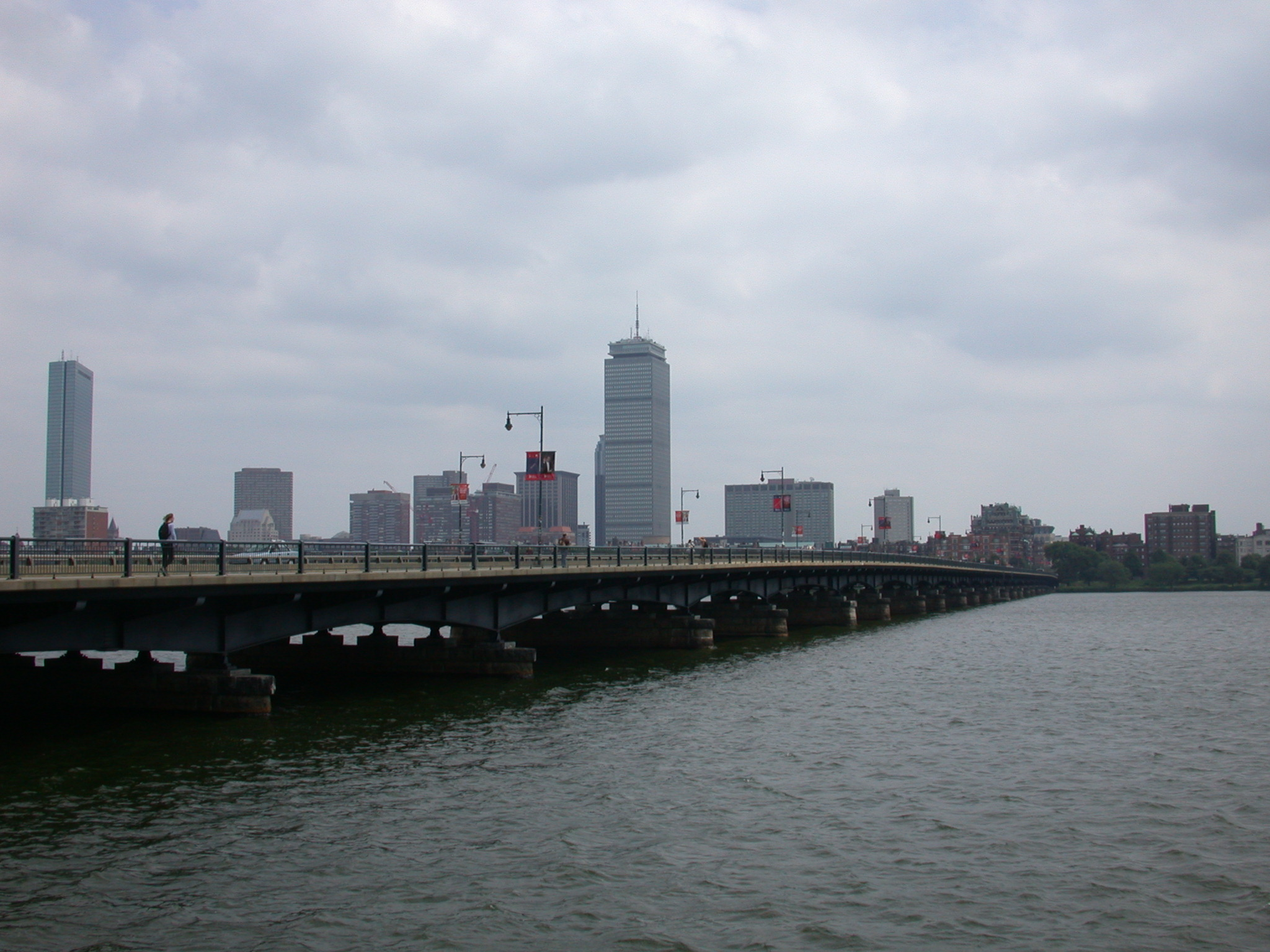
ハーバード橋。ボストンを臨む。

スムート（smoot、[ˈsmuːt]）は、マサチューセッツ工科大学(MIT)の学生グループが、同校のいたずら (ハック) の一つとして作った長さの単位である。
MITの学生グループ（フラタニティ）「ラムダ・カイ・アルファ」が、ボストン市内にあるチャールズ川にかかるハーバード橋の長さを測るために作った。その際、同会のメンバーの一人であるオリバー・R・スムートが橋の上に寝そべり、体を定規のように使って長さを測ったため、彼の身長が1スムートとなっている。

## 定義
1スムートは、1958年10月にこのいたずらをしたときのスムートの身長、5フィート7インチ（約1.7メートル）に等しい。これにより、ハーバード橋の長さは「364.4スムート± 1εar」と測定された。「1εar」はスムートの耳(ear)1つ分の長さで、±は誤差を示す。1文字目をεにしたのは、誤差をεで表すからである。
長年にわたり、スムートに関する言及では"±"の位置と"ε"の綴りが誤って書かれていたが、この単位が生まれて50年となることを記念して2008年にハーバード橋のたもとに設置された銘板では、"±"については正しく記載されている。

## 歴史

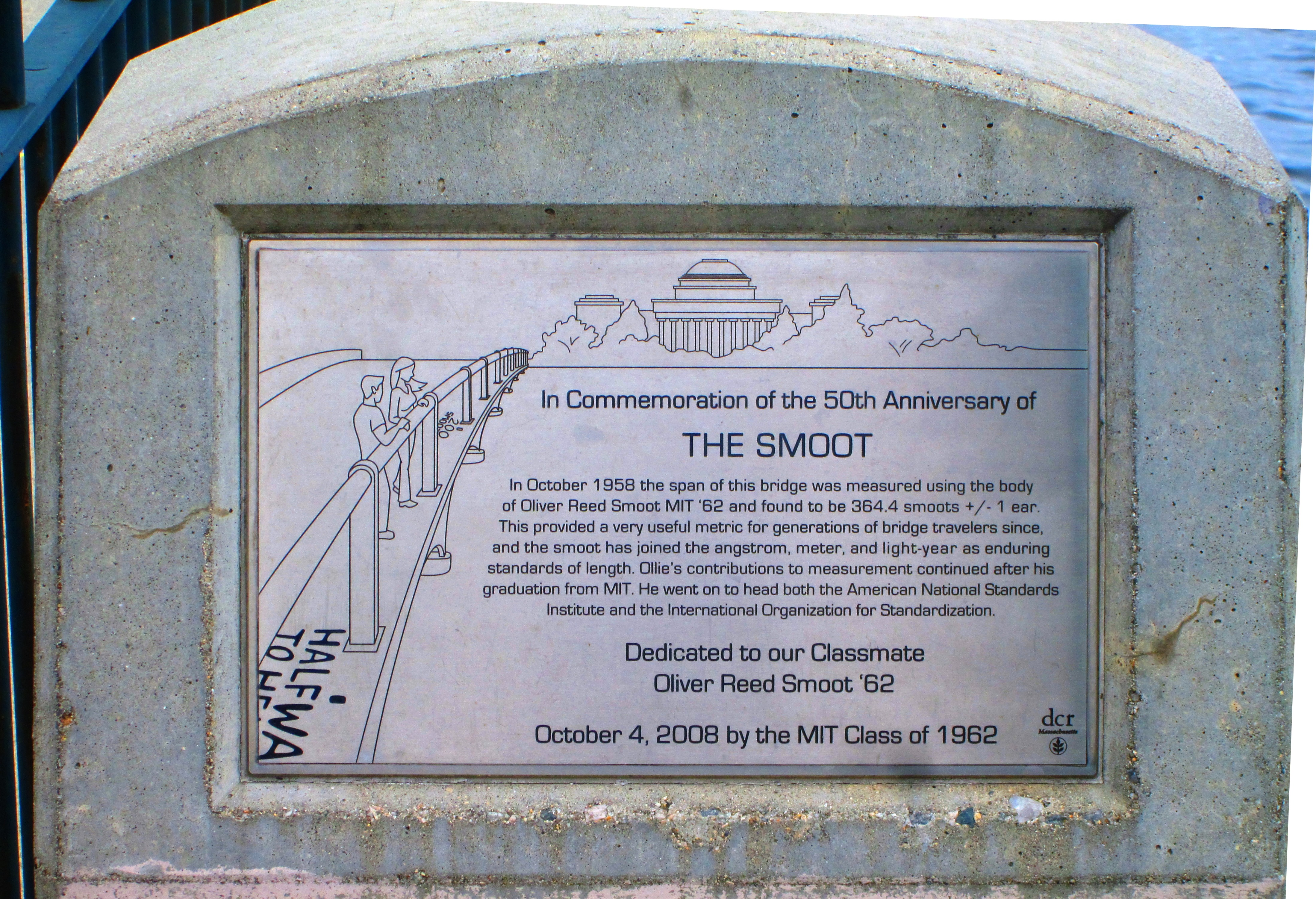
ハーバード橋に設置された銘板

ラムダ・カイ・アルファの当時のプレッジマスター（会長）の弁によれば、プレッジマスターはハーバード橋を渡って大学へ通っていたが、その週は2回も遅刻をしてしまった。そこで、会員の誰かの体を使って橋の長さを測るといういたずらを思いついた。その対象にスムートが選ばれたのは、彼が会員の中で最も身長が低かったため、測定に最も手間がかかるからと、「名前が最も科学的だから」だった。スムートが橋の上に横たわり、仲間がチョークやペンキで目印をつけ、スムートは立ち上がって目印の位置に横たわり直した。これを繰り返して橋の長さを測定したのだが、最後にはスムートは疲れてしまい、仲間たちに担がれて移動した。また、このいたずらは夜に行われたが、この最中に警官の見回りがあり、学生たちは警官が立ち去るまで大学のキャンパスの中で隠れていたという。
スムートは1962年にMITを卒業し、ジョージタウン大学ロー・センターに入学して法務博士号を取得した。スムートは2001年から2002年まで米国国家規格協会(ANSI)議長、2003年から2004年まで国際標準化機構(ISO)会長を務めた。ノーベル物理学賞を受賞したジョージ・スムートは縁戚にあたる。
このいたずらをしたときの跡について『ホリデー』誌が調査を行い、スムートへのインタビューをしたことから、この単位が世間に知られるようになった。2008年10月4日、この単位が生まれて50年となることを記念する式典がMITで開かれ、スムートも招かれた。2011年に発刊されたアメリカ・ヘリテッジ英語辞典第5版で、"smoot"が新語として追加された。
スムートには息子が2人おり、2人ともMITに入学した。スムートは息子たちに、自分と同じことをしてスムートという単位を更新するように言ったが、2人とも断ったという。

## 実際の使用

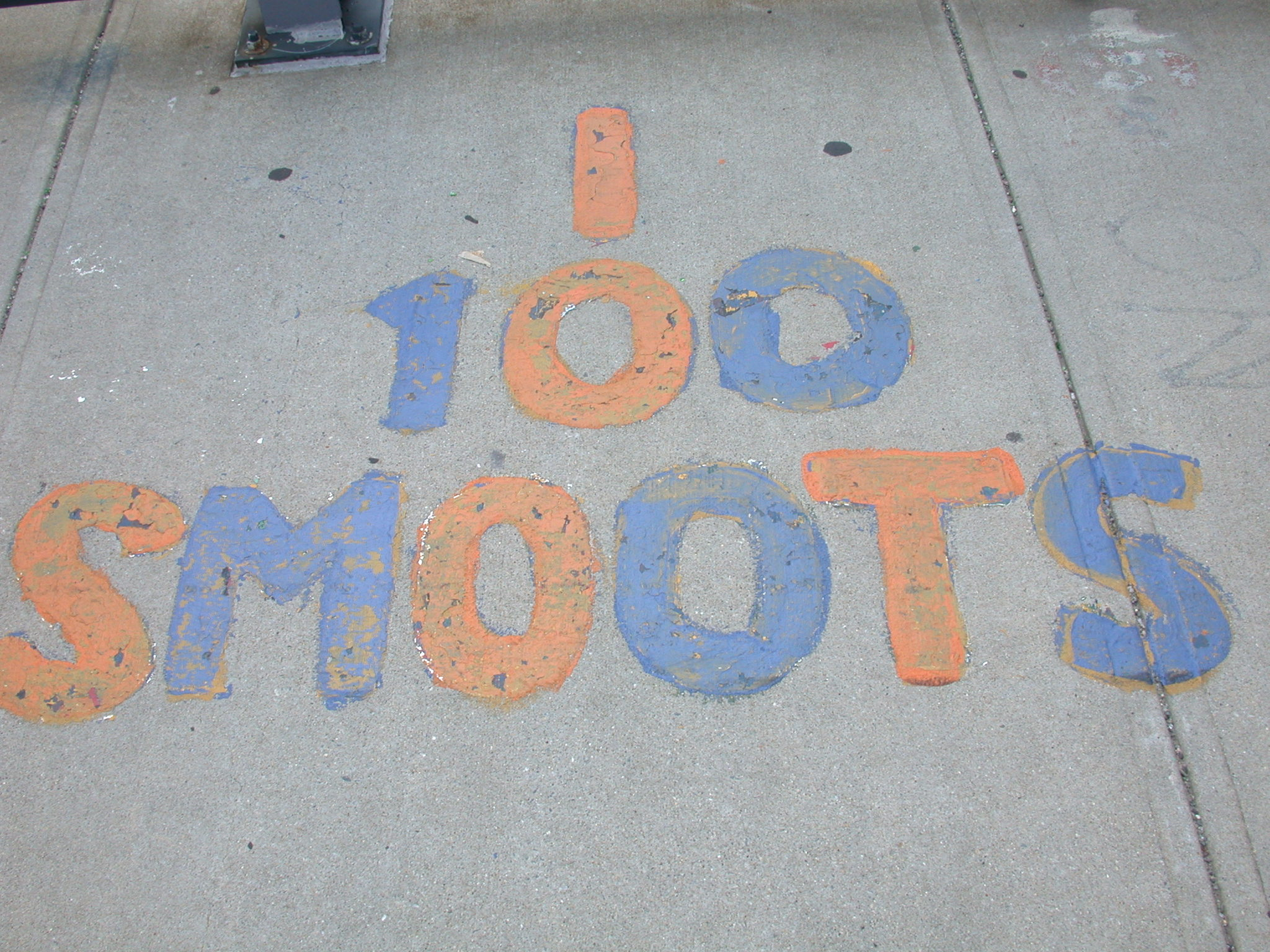
ハーバード橋に書かれた100スムートのマーキング

ハーバード橋には、端から10スムートごとにマーキングがなされている。このマーキングは、ラムダ・カイ・アルファの新入生によって毎学期塗り直されている。
このマーキングは、この橋の中での位置を特定するマイルストーンのように使われている。地元の警察がこのマーキングを報告書の中で日常的に使っており、1980年代にこの橋の改修工事が行われたとき、警察はマーキングの復元を要請した。マサチューセッツ州道路局の改修担当者は、本来6フィートごとに設置する歩道のマーキングを、ハーバード橋だけは1スムート（5フィート7インチ）ごとに設置している。
2011年から、Google Earthにおいてスムート単位で距離が測れるようになった。
MITの学生が運営するラジオ局WMBRの放送周波数は88.1MHzで、この波長はちょうど2スムート（3.4メートル）である。